# Mã bưu chính Việt Nam

Bản đồ địa giới các tỉnh và thành phố

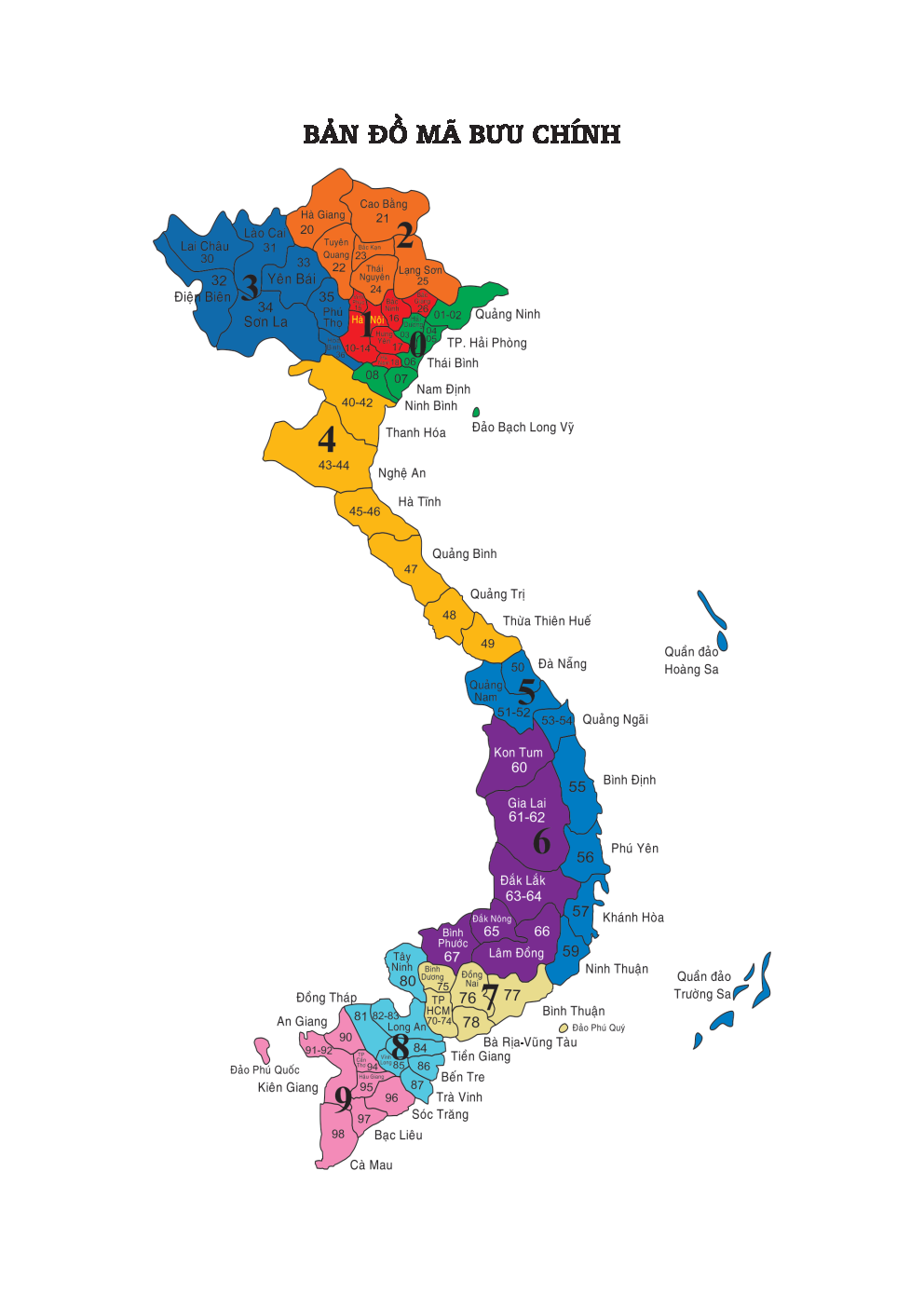
Mã bưu chính Việt Nam kể từ năm 2018

Mã bưu chính ở Việt Nam (tên chính thức: Mã bưu chính quốc gia, tiếng Anh: National postal code) gồm năm chữ số, trong đó chữ số đầu tiên cho biết mã vùng, hai chữ số đầu tiên xác định tên tỉnh, thành phố trực thuộc trung ương; bốn chữ số đầu xác định mã quận, huyện, và đơn vị hành chính tương đương. Tại thời điểm 2018, tổng số mã bưu chính đã được gán là 21.405 mã, trong đó có các đối tượng gán mã như 11.093 phường, xã và đơn vị hành chính tương đương và 3.768 điểm phục vụ bưu chính thuộc mạng bưu chính công cộng.

## Lịch sử
Ngày 23 tháng 6 năm 2017, Bộ trưởng Bộ Thông tin và Truyền thông ra Thông tư số 07/2017/TT-BTTTT quy định về Mã bưu chính quốc gia mới gồm 5 chữ số thay thế mã bưu chính cũ gồm 6 chữ số..
Ngày 29 tháng 12 năm 2017, Bộ trưởng Bộ Thông tin và Truyền thông đã công bố Quyết định số 2475/QĐ-BTTTT về việc ban hành Mã bưu chính quốc gia.
Ngày 15 tháng 6 năm 2018, Bộ Thông tin và Truyền thông tổ chức Lễ công bố Mã bưu chính quốc gia tại Hà Nội.

## Cấu trúc
Mã bưu chính của Việt Nam đã chính thức được thay đổi từ 6 ký tự số xuống còn 5 ký tự số. Mỗi quốc gia có hệ thống postal code, zip code riêng biệt. Mã bưu chính của Việt Nam được hình thành bởi 5 ký tự số, với ý nghĩa như sau:
- Chữ số đầu tiên xác định mã vùng.
- Hai ký tự đầu tiên xác định tỉnh thành phố trực thuộc trung ương.
- Bốn ký tự đầu tiên xác định quận huyện hoặc đơn vị hành chính tương ứng.

Trên cơ sở này, mã bưu chính Việt Nam đã được thay đổi để tối ưu và cải thiện hệ thống giao nhận thư từ và bưu phẩm trong nước.

## Lợi ích
Lợi ích đối với người sử dụng dịch vụ bưu chính là việc tra cứu và ghi mã bưu chính trên bưu gửi sẽ giúp cho quá trình chuyển, phát bưu gửi được nhanh chóng, chính xác, an toàn tới địa chỉ người nhận. 
- Đối với người sử dụng dịch vụ bưu chính[1]:

- Bưu gửi được vận chuyển và phát được nhanh chóng, chính xác và an toàn.
- Giảm số lượng bưu gửi không phát được.
- Có cơ hội giảm giá thành dịch vụ.
- Chất lượng cung ứng dịch vụ được nâng cao.
- Đối với tổ chức, doanh nghiệp cung ứng dịch vụ bưu chính[1]:

- Tạo thuận lợi cho việc chia chọn, phân hướng các bưu gửi nhanh chóng, chính xác rút ngắn hơn thời gian chia chọn và phát bưu gửi.
- Xác định hướng chuyển bưu gửi nhanh chóng, chính xác khi việc ghi địa chỉ không rõ ràng, do đó sẽ hạn chế sai sót trong tác nghiệp.
- Chất lượng dịch vụ được nâng cao.
- Giảm giá thành dịch vụ đối với bưu gửi số lượng lớn trong cung ứng dịch vụ bưu chính.
- Công tác quản trị nội bộ, công tác kế toán và thống kê sản lượng được thuận tiện qua việc kết nối dữ liệu gắn với mã bưu chính.
- Thuận lợi cho việc ứng dụng các phần mềm hỗ trợ khai thác và quản lý giữa các bưu cục, điểm phục vụ cũng như các đơn vị kinh doanh từ đó đơn giản hóa quy trình khai thác, nghiệp vụ; xây dựng kế hoạch kinh doanh và quản lý hoạt động bán hàng có hiệu quả hơn.
- Tạo thêm nguồn thu thông qua hoạt động đáp ứng nhu cầu nghiên cứu thị trường của tổ chức, cá nhân.
Mã bưu chính quốc gia có vai trò rất lớn trong quản lý bưu chính với các doanh nghiệp bưu chính. Do hệ thống mã bưu cục là một tập con của mã địa chỉ bưu chính được bảo toàn theo nguyên tắc địa dư hành chính (ở mức độ nhất định) nên hỗ trợ trong công tác quản lý nghiệp vụ theo lưu lượng doanh thu để có thể đề ra chiến lược phát triển các bưu cục một cách hợp lý với hiệu quả cao. Trên cơ sở sử dụng mã bưu cục, việc xác định lưu lượng bưu gửi sẽ tạo điều kiện thuận lợi cho việc xác định phương tiện vận chuyển phù hợp hoặc tối ưu hóa mạng vận chuyển bưu gửi. Công tác quản lý chất lượng bưu chính cũng được hưởng lợi từ mã bưu chính do việc xác định "thời gian lưu kho" của bưu gửi tại các bưu cục phát. Đối với công tác chấp nhận, mã bưu chính cũng hỗ trợ xác định bưu cục gần nhất với mã bưu chính người nhận có mở dịch vụ nào đó giúp cho giao dịch viên dễ dàng phục vụ khách hàng.

## Danh sách
Dưới đây là bảng liệt kê danh sách mã bưu chính và mã vùng điện thoại ở Việt Nam (theo Bưu chính Việt Nam thuộc tập đoàn VNPOST). Lưu ý: các tỉnh, thành phố xếp theo thứ tự từ Bắc vào Nam và in đậm là các Thành phố trực thuộc Trung ương.
| STT | Tên tỉnh/thành        | Mã              | Mã vùng điện thoại |
| --- | --------------------- | --------------- | ------------------ |
| 1   | Hà Giang              | 20xxx           | 219                |
| 2   | Cao Bằng              | 21xxx           | 206                |
| 3   | Bắc Kạn               | 23xxx           | 209                |
| 4   | Tuyên Quang           | 22xxx           | 207                |
| 5   | Lào Cai               | 31xxx           | 214                |
| 6   | Điện Biên             | 32xxx           | 215                |
| 7   | Lai Châu              | 30xxx           | 213                |
| 8   | Sơn La                | 34xxx           | 212                |
| 9   | Yên Bái               | 33xxx           | 216                |
| 10  | Hòa Bình              | 36xxx           | 218                |
| 11  | Thái Nguyên           | 24xxx           | 208                |
| 12  | Lạng Sơn              | 25xxx           | 205                |
| 13  | Quảng Ninh            | 01xxx đến 02xxx | 203                |
| 14  | Bắc Giang             | 26xxx           | 204                |
| 15  | Phú Thọ               | 35xxx           | 210                |
| 16  | Vĩnh Phúc             | 15xxx           | 211                |
| 17  | Bắc Ninh              | 16xxx           | 222                |
| 18  | Hà Nội                | 10xxx đến 14xxx | 242~248            |
| 19  | Hải Dương             | 03xxx           | 220                |
| 20  | Hải Phòng             | 04xxx đến 05xxx | 225                |
| 21  | Hưng Yên              | 17xxx           | 221                |
| 22  | Thái Bình             | 06xxx           | 227                |
| 23  | Hà Nam                | 18xxx           | 226                |
| 24  | Nam Định              | 07xxx           | 228                |
| 25  | Ninh Bình             | 08xxx           | 229                |
| 26  | Thanh Hoá             | 40xxx đến 42xxx | 237                |
| 27  | Nghệ An               | 43xxx đến 44xxx | 238                |
| 28  | Hà Tĩnh               | 45xxx đến 46xxx | 239                |
| 29  | Quảng Bình            | 47xxx           | 232                |
| 30  | Quảng Trị             | 48xxx           | 233                |
| 31  | Huế                   | 49xxx           | 234                |
| 32  | Đà Nẵng               | 50xxx           | 236                |
| 33  | Quảng Nam             | 51xxx đến 52xxx | 235                |
| 34  | Quảng Ngãi            | 53xxx đến 54xxx | 255                |
| 35  | Kon Tum               | 60xxx           | 260                |
| 36  | Gia Lai               | 61xxx đến 62xxx | 269                |
| 37  | Bình Định             | 55xxx           | 256                |
| 38  | Phú Yên               | 56xxx           | 257                |
| 39  | Đắk Lắk               | 63xxx đến 64xxx | 262                |
| 40  | Khánh Hoà             | 57xxx           | 258                |
| 41  | Đắk Nông              | 65xxx           | 261                |
| 42  | Lâm Đồng              | 66xxx           | 263                |
| 43  | Ninh Thuận            | 59xxx           | 259                |
| 44  | Bình Phước            | 67xxx           | 271                |
| 45  | Tây Ninh              | 80xxx           | 276                |
| 46  | Bình Dương            | 75xxx           | 274                |
| 47  | Đồng Nai              | 76xxx           | 251                |
| 48  | Bình Thuận            | 77xxx           | 252                |
| 49  | Thành phố Hồ Chí Minh | 70xxx đến 74xxx | 282~287            |
| 50  | Long An               | 82xxx đến 83xxx | 272                |
| 51  | Bà Rịa – Vũng Tàu     | 78xxx           | 254                |
| 52  | Đồng Tháp             | 81xxx           | 277                |
| 53  | An Giang              | 90xxx           | 296                |
| 54  | Tiền Giang            | 84xxx           | 273                |
| 55  | Vĩnh Long             | 85xxx           | 270                |
| 56  | Bến Tre               | 86xxx           | 275                |
| 57  | Cần Thơ               | 94xxx           | 292                |
| 58  | Kiên Giang            | 91xxx đến 92xxx | 297                |
| 59  | Trà Vinh              | 87xxx           | 274                |
| 60  | Hậu Giang             | 95xxx           | 293                |
| 61  | Sóc Trăng             | 96xxx           | 299                |
| 62  | Bạc Liêu              | 97xxx           | 291                |
| 63  | Cà Mau                | 98xxx           | 290                |